# 애니 홀
《애니 홀》(영어: Annie Hall)은 미국의 1977년 풍자 로맨틱 코미디 드라마 영화이다. 감독 우디 앨런이 마셜 브리크먼과 공동 각본을 쓰고 남자 주인공을 연기했으며, 다이앤 키턴이 여자 주인공을 맡았다.
1992년 이 영화는 미국 의회도서관에 의해 문화적으로, 역사적으로, 미적으로 중요성을 인정받아 미국 국립영화등기부에 선정, 보존되었다.

## 줄거리
코미디언 앨비 싱어는 애니 홀과의 관계가 1년 전에 끝난 이유를 이해하려고 노력하고 있다. 브루클린에서 어린 시절을 보낸 앨비는 조숙하여 존재의 공허함에 대한 불가능한 질문으로 어머니를 괴롭히는 한편 순진한 성적 호기심으로 6살 때 급우에게 갑자기 키스를 했다. 당시 앨비는 급우가 자신에게 화답하길 원치 않는 이유를 이해하지 못했다.
영화 《슬픔과 동정》의 극장 입장 대기 줄에서 애니와 앨비는 우연히 어느 남성이 페데리코 펠리니와 마셜 매클루언의 작업을 비웃는 소리를 듣는다. 앨비는 자신이 매클루언을 데려와 매클루언이 직접 그 남자의 이해력을 비판하는 장면을 상상한다.
그날 밤 애니는 앨비와의 섹스에 관심을 보이지 않는다. 대신 그들은 앨비가 뚜렷한 이유 없이 거리를 두었던 그의 첫 번째 아내에 대해 이야기한다. 앨비의 두 번째 아내는 뉴욕 작가로, 스포츠를 좋아하지 않았고 오르가슴에 도달할 수 없었다. 하지만 애니와는 다르다. 두 사람은 함께 삶은 랍스터 요리를 하며 즐거운 시간을 보낸다. 앨비는 과거에 애니가 만났던 특이한 남자들을 언급하며 애니를 놀린다.
두 사람은 친구들과 테니스 복식 경기를 하다가 만났다. 경기가 끝난 후 어색한 잡담을 나눈 끝에 애니는 앨비를 차에 태우게 되고 발코니에서 와인 한 잔을 마실 것을 제안한다. 그곳에서 두 사람은 사소한 개인 정보를 가볍게 교환하지만, 속마음을 보여주는 자막을 통해 이 대화가 실은 점점 강도가 짙어지는 유혹임이 드러난다.
애니가 나이트 클럽에서 노래 오디션("It Had to be You")을 본 뒤 둘은 첫 데이트를 갖는다. 그날 밤 사랑을 나눈 후 앨비는 녹초가 되고, 애니는 대마를 피우며 휴식을 취한다. 곧 애니는 앨비를 사랑한다고 인정하고, 앨비는 애니에게 죽음을 논한 책을 사주면서 애니를 향한 자신의 감정은 단순한 사랑 이상이라고 말한다.
그러나 애니가 앨비와 동거를 하면서 상황이 악화된다. 결국 앨비는 한 대학 교수와 친밀한 모습을 한 애니를 발견하고, 두 사람은 이것이 그들이 논의했던 "유연성"에 해당되는지를 놓고 논쟁하기 시작한다. 둘은 결국 헤어지고, 앨비는 거리의 낯선 사람들에게 사랑의 본질을 묻고, 자신의 인격 형성기에 의문을 제기하고, 《백설 공주와 일곱 난쟁이》의 여왕 모습을 한 애니와 논쟁하는 자신의 만화 버전을 상상하면서 관계의 진실을 찾는다.
앨비는 다른 여성들과 데이트를 하려고 시도하지만 신경증이 이를 방해하고, 별 감흥 없는 성적 접촉도 한밤중에 애니가 당장 와서 욕실에 나타난 거미 두 마리를 죽여달라고 전화하는 통에 중단된다. 무슨 일이 있어도 곁에 머물겠다는 맹세와 함께 두 사람은 화해한다. 그러나 두 사람이 각자 치료사와 나누는 대화에서 둘 사이에 메울 수 없는 차이가 있음이 분명해진다.
앨비가 텔레비전 시상식 사회자 일을 수락하면서 두 사람은 앨비의 친구 롭과 함께 로스앤젤레스로 향한다. 그러나 돌아오는 길에 두 사람은 이 관계가 잘 작동하지 않는다는 데 동의한다. 음반 제작자 토니 레이시에게 애니를 잃은 후 앨비는 청혼으로 사랑의 불꽃을 되살리려고 시도하지만 실패한다. 뉴욕으로 돌아온 앨비는 그들의 관계를 다룬 연극을 연출하고, 애니가 청혼을 받아들이는 것으로 결말을 바꾼다.
둘 다 새로운 사람을 만나게 된 후 애니와 앨비는 맨해튼 어퍼웨스트사이드에서 마지막 만남을 갖는다. 앨비의 목소리는 사랑은 불합리하고 부조리하지만 인간에게 필수적이라는 결론을 내린다. 애니가 "Seems Like Old Times"를 부르고 크레디트가 올라간다.

## 출연
- 우디 앨런 - 앨비 싱어 역
- 다이앤 키턴 - 애니 홀 역
- 토니 로버츠 - 롭 역
- 캐럴 케인 - 앨리슨 포치닉 역
- 폴 사이먼 - 토니 레이시 역
- 셸리 듀발 - 팸 역
- 재닛 마걸린 - 로빈 역
- 콜린 듀허스트 - 홀 부인 역
- 크리스토퍼 워컨 - 두에인 홀 역
- 도널드 사이밍턴 - 홀 씨 역
- 모디카이 로너 - 앨비 아버지 역
- 조앤 뉴먼 - 앨비 어머니 역
- 마셜 매클루언 - 본인 역
- 존 글러버 - 애니의 배우 남자친구 제리 역
- 헬렌 러들럼 - 할머니 홀 역
- 제프 골드블룸 - 레이시의 파티 손님 역
- 베벌리 디앤절로 - 롭의 텔레비전 쇼 배우 역
- 시고니 위버 - 앨비의 데이트 상대 역
- 로리 버드 - 레이시의 여자친구 역
- 트루먼 커포티 - 본인 역 (크레디트 미기재)

## 수상
| 연도 | 주최국 | 주관               | 후보자                  | 수상 부문                       | 여부 |
| ---- | ------ | ------------------ | ----------------------- | ------------------------------- | ---- |
| 1977 | 미국   | 전미 비평가 위원회 | 다이앤 키턴             | 여우조연상                      | 수상 |
| 1977 | 미국   | 전미 비평가 위원회 | -                       | 10대 영화                       | 수상 |
| 1978 | 미국   | 골든 글로브상      | 다이앤 키턴             | 여우주연상 - 코미디&뮤지컬 부문 | 수상 |
| 1978 | 미국   | 골든 글로브상      | -                       | 작품상 - 코미디&뮤지컬 부문     | 실패 |
| 1978 | 미국   | 골든 글로브상      | 우디 앨런               | 감독상                          | 실패 |
| 1978 | 미국   | 골든 글로브상      | 우디 앨런               | 남우주연상 - 코미디&뮤지컬 부문 | 실패 |
| 1978 | 미국   | 골든 글로브상      | 우디 앨런 마셜 브리크먼 | 각본상                          | 실패 |
| 1978 | 미국   | 아카데미상         | 찰스 H. 조피            | 작품상                          | 수상 |
| 1978 | 미국   | 아카데미상         | 다이앤 키턴             | 여우주연상                      | 수상 |
| 1978 | 미국   | 아카데미상         | 우디 앨런               | 감독상                          | 수상 |
| 1978 | 미국   | 아카데미상         | 우디 앨런 마셜 브리크먼 | 각본상                          | 수상 |
| 1978 | 미국   | 아카데미상         | 우디 앨런               | 남우주연상                      | 실패 |

## 우리말 녹음
KBS 성우진 (1992년 10월 11일)
- 오세홍 - 앨비 싱어(우디 앨런)
- 강희선 - 애니 홀(다이앤 키턴)
- 장광 - 롭(토니 로버츠)
- 서혜정 - 앨리슨(캐럴 케인)
- 정미숙 - 팸(셸리 듀발)
- 온영삼 - 앨비의 삼촌(마틴 로젠블랫) / 의사 선생님(크리스 갬펠)
- 임수아 - 애니의 엄마(콜린 듀허스트) / 앨비의 선생님(시빌 보언)
- 김환진 - 두에인(크리스토퍼 워컨)
- 안종익 - 애니의 아버지(도널드 사이밍턴) / 극장 밖의 남자(릭 페트루셀리)
- 유동현 - 극장 밖의 남자(밥 마로프)
- 조달호 - 할아버지(하이 앤젤)
- 한수경 - 앨비의 아주머니(루스 볼너)
- 김정애 - 로빈(재닛 마걸린)
- 정동열 - 앨비의 아버지(모디카이 로너) / 의사(빈스 오브라이언)
- 박규웅 - 제리(존 글러버)
- 박상훈 - 코카인 중독자(존 두매니언) / 경찰(존 데니스 존스턴)
- 이미덕 - 앨비의 엄마(조앤 뉴먼) / 어린 앨비(조너선 멍크)